# Seseli galloprovinciale
Seseli galloprovinciale är en flockblommig växtart som beskrevs av J.P.Reduron. Seseli galloprovinciale ingår i släktet säfferötter, och familjen flockblommiga växter. Inga underarter finns listade i Catalogue of Life.